# Möser (gmina)
Möser – gmina samodzielna (niem. Einheitsgemeinde) w Niemczech, w kraju związkowym Saksonia-Anhalt, w powiecie Jerichower Land.
1 stycznia 2010 do gminy samodzielnej przyłączono pięć gmin: Hohenwarthe, Körbelitz, Lostau, Pietzpuhl oraz Schermen.